# Cimo

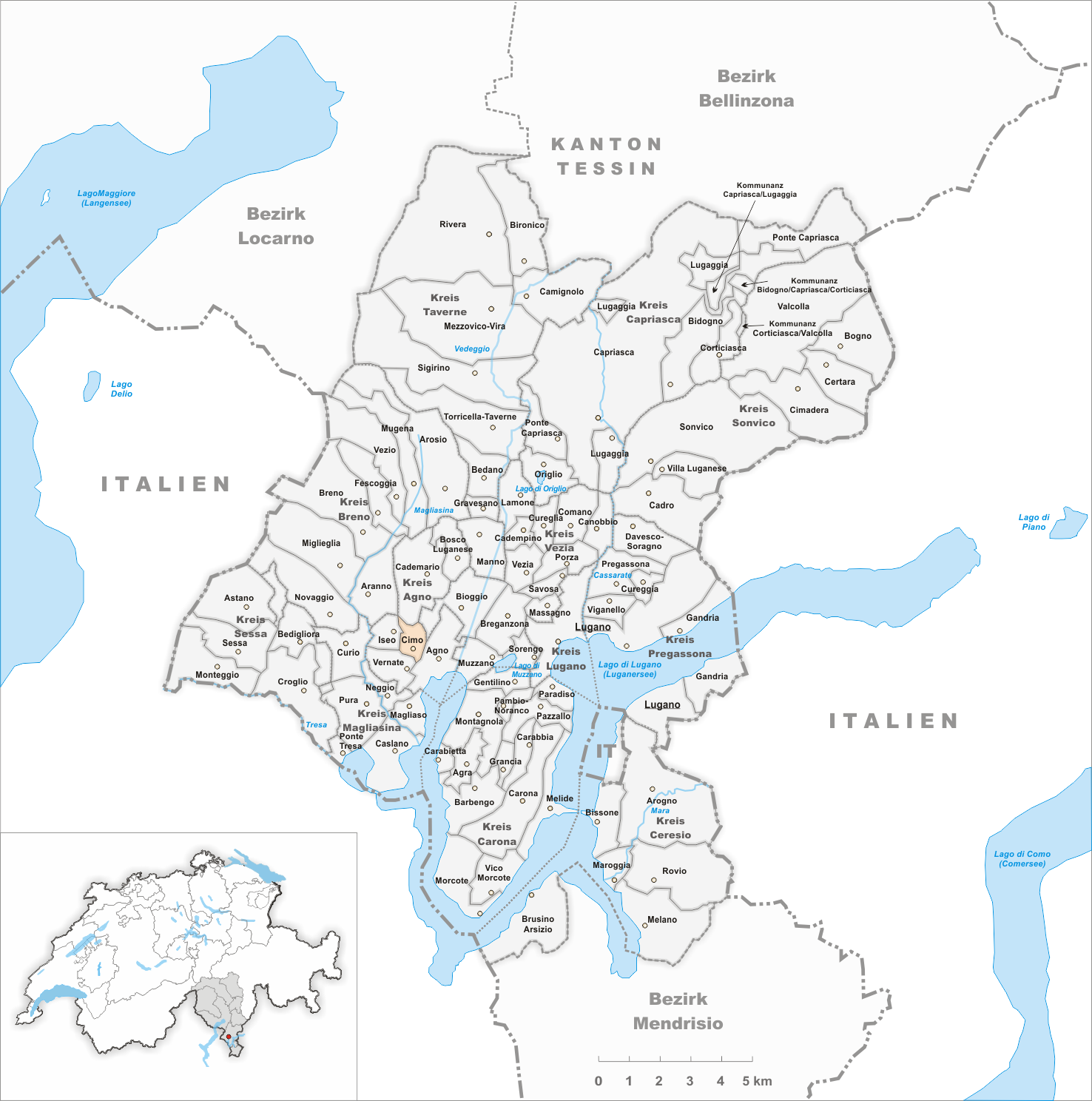
Gemeindestand vor der Fusion am 4. April 2004

Cimo ist eine Ortschaft in der Tessiner Gemeinde Bioggio, die im Kreis Agno im Bezirk Lugano liegt.

## Geographie
Das Dorf liegt auf 559 m ü. M. am rechten Seitenhang des Val Vedeggio, 1 km nordwestlich von Agno und 7 km westlich von Lugano.

## Geschichte
Eine erste Erwähnung findet das Dorf im Jahre 1335 unter dem damaligen Namen Gimo.
Die Einwohnergemeinde Cimo fusionierte am 4. April 2004 mit Bioggio. Auf den 10. Dezember 2014 schlossen sich die Bürgergemeinden von Aranno, Cimo und Iseo zusammen.

## Bevölkerung
Einwohnerzahlen: Volkszählungsdaten

## Sehenswürdigkeiten
- Oratorium San Giuseppe (bis 1747 Sankt Michael geweiht), spätmittelalterlich[6] mit Fresken Milchmadonna, Kreuzigung und Heilige
- Wohnhaus Notari mit Fresko Madonna col Bambino e Santi[6]
- Alte Waschanlage[6]
- Schalenstein[6]

## Persönlichkeiten
- Giovanni Battista Sertorio (* um 1635 in Cimo; † um 1700), Bildhauer
- Pietro Sertorio (* um 1640 in Cimo; † um 1700), als Bildhauer in Piacenza tätig[7][8]